# Anomospermeae
Anomospermeae es una tribu de plantas de flores de la familia Menispermaceae. Tiene los siguientes géneros:

## Géneros
- Abuta Aubl., 1775. América tropical.
- Anomospermum Miers, 1851. De Panamá a Brasil.
- Telitoxicum Moldenke, 1938. Perú, Brasil, Colombia, Guyana.
- Caryomene Barneby & Krukoff, 1971. Brasil, Bolivia.
- Elephantomene Barneby & Krukoff in Krukoff & Barneby, 1974. Guayana francesa.
- Orthomene Barneby & Krukoff, 1971. América tropical.
- Tiliacora Colebr., 1821, nom. cons. África tropical, sudeste de Asia hasta Australia.

- Datos: Q5696551
- Especies: Anomospermeae